# Strada provinciale 22 Valle dell'Idice-SS 65
La strada provinciale 22 Valle dell'Idice-SS 65 è una strada provinciale italiana della città metropolitana di Bologna.

## Percorso
Parte dalla SP 7 Valle dell'Idice presso San Benedetto del Querceto (Monterenzio). Procedendo in salita si dirige ad ovest ed entra in comune di Loiano, dove serve Quinzano, Scanello e, da ultimo, il capoluogo comunale, luogo in cui termina all'incrocio con la vecchia variante dell'ex SS 65 della Futa.